# Atletica leggera ai XVII Giochi paralimpici estivi - Staffetta 4×100 metri universale
Ai XVII Giochi paralimpici estivi la competizione della staffetta 4×100 metri universale si è svolta il 6 settembre 2024 presso lo Stade de France di Parigi.

## Situazione pre-gara

### Record
Prima di questa competizione, il record del mondo, il record paralimpico e i record continentali erano i seguenti.
| Record              | Prestazione | Atleta                                                                                       | Data e luogo                             | Competizione                             |
| ------------------- | ----------- | -------------------------------------------------------------------------------------------- | ---------------------------------------- | ---------------------------------------- |
| Record mondiale     | 45"52       | Stati Uniti Malone (T12), Mason (T46), Mayhugh (T37), McFadden (T54)                         | 3 settembre 2021 Tokyo, Giappone         | XVI Giochi paralimpici estivi            |
| Record paralimpico  | 45"52       | Stati Uniti Malone (T12), Mason (T46), Mayhugh (T37), McFadden (T54)                         | 3 settembre 2021 Tokyo, Giappone         | XVI Giochi paralimpici estivi            |
| Record africano     | 57"00       | Record vacante. Prestazione minima 57"00                                                     | Record vacante. Prestazione minima 57"00 | Record vacante. Prestazione minima 57"00 |
| Record panamericano | 45"52       | Stati Uniti Malone (T12), Mason (T46), Mayhugh (T37), McFadden (T54)                         | 3 settembre 2021 Tokyo, Giappone         | XVI Giochi paralimpici estivi            |
| Record asiatico     | 45"54       | Cina Wang (T47), Zhou (T12), Hu (T54), Wen (T37)                                             | 24 maggio 2024 Kōbe, Giappone            | Campionati mondiali paralimpici 2024     |
| Record europeo      | 47"17       | Gran Bretagna Zac Shaw (T13), Sophie Hahn (T38), Jonnie Peacock (T44), Hannah Cockroft (T34) | 16 luglio 2023 Parigi, Francia           | Campionati mondiali paralimpici 2023     |
| Record oceaniano    | 52"41       | Record vacante. Prestazione minima 52"41                                                     | Record vacante. Prestazione minima 52"41 | Record vacante. Prestazione minima 52"41 |

### Campioni in carica
I campioni in carica a livello mondiale erano i seguenti.
| Campione    | Atleta                                                              | Prestazione | Data e luogo                     | Competizione                         |
| ----------- | ------------------------------------------------------------------- | ----------- | -------------------------------- | ------------------------------------ |
| Paralimpico | Stati Uniti Malone (T12), Mason (T46), ayhugh (T37), McFadden (T54) | 45"52       | 3 settembre 2021 Tokyo, Giappone | XVI Giochi paralimpici estivi        |
| Mondiale    | Cina Zhou (T11), Wang (T46), Wen (T37), Hu (T54)                    | 11"28       | 23 maggio 2024 Kōbe, Giappone    | Campionati mondiali paralimpici 2024 |

### La stagione
Prima di questa gara, gli atleti con le migliori tre prestazioni mondiali dell'anno erano:
| Pos. | Atleta | Prestazione | Data e luogo                  |
| ---- | --- | ----------- | ----------------------------- |
| 1    | Cina Zhou (T11), Wang (T46), Wen (T37), Hu (T54)                                                             | 45"54       | 24 maggio 2024 Kōbe, Giappone |
| 2    | Indonesia Ni Made Arianti Putri (T12), Nanda Mei Sholihah (T47), Saptoyogo Purnomo (T37),Jaenal Aripin (T54) | 47"50       | 24 maggio 2024 Kōbe, Giappone |
| 3    | Gran Bretagna Zachary Shaw (T12), Kevin Santos (T47), Ai Smith (T38), Hannah Cockroft (T34)                  | 47"53       | 24 maggio 2024 Kōbe, Giappone |